# Czerńczyce (powiat wrocławski)
Czerńczyce – wieś w Polsce położona w województwie dolnośląskim, w powiecie wrocławskim, w gminie Kąty Wrocławskie.
W latach 1975–1998 miejscowość należała administracyjnie do województwa wrocławskiego.

## Zabytki
Do wojewódzkiego rejestru zabytków wpisany jest:
- zespół pałacowy, z XVIII w.:
  - pałac
  - park
  - pawilon ogrodowy.

## Osoby związane z miejscowością
- Johann Martin Augustin Scholz (1794–1853) – niemiecki teolog i ksiądz katolicki, profesor Uniwersytetu w Bonn, urodził się w Czerńczycach (niem. Kapsdorf)[5]